# Lidmyrans naturreservat
Lidmyrans naturreservat är ett naturreservat i Lycksele kommun i Västerbottens län.
Området är naturskyddat sedan 2019 och är 177 hektar stort. Reservatet ligger söder om Åttonträsk och består av granskog med inslag av gransumpskog och trädklädda myrar.